# 文登山
46°45′14″N 8°26′37″E / 46.75389°N 8.44361°E

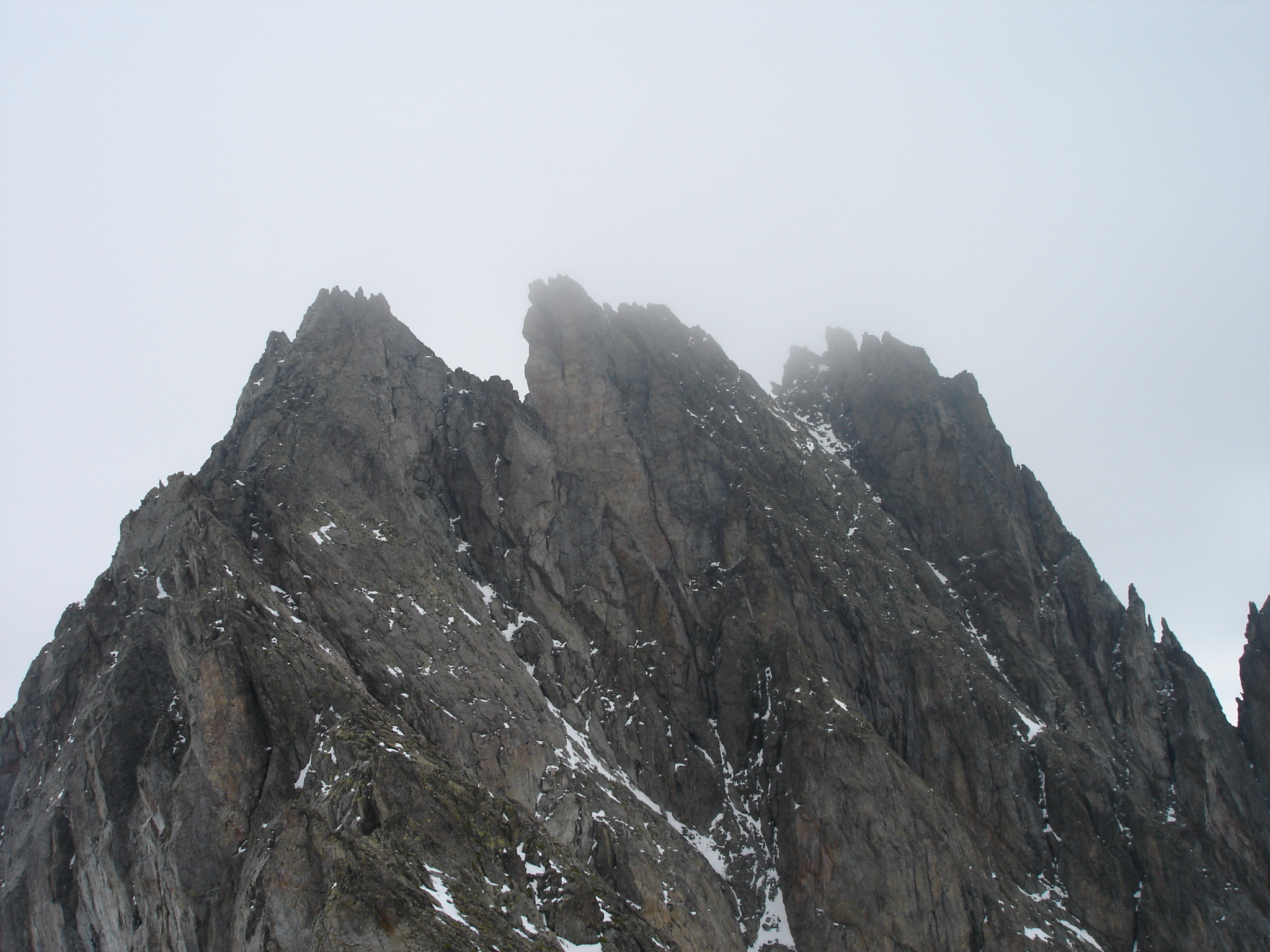

文登山（Wendenhorn），是瑞士的山峰，位於該國中部，處於烏里州和伯恩州接壤的邊界，屬於烏里山的一部分，海拔高度3,023米，每年平均降雨量2,465毫米。